# Lisk
Lisk — платформа для создания децентрализованных приложений, основанная на технологии блокчейн и использующая токен LSK.

## Технические характеристики
Токен Lisk использует алгоритм Delegated Proof-of-stake. Для создания децентрализованных приложений используется язык программирования Javascript.

## История
В ходе ICO проекта, проходившего с 21 февраля до 21 марта 2016 года, было собрано 6,5 миллионов долларов.

## Рыночная капитализация
7 января 2018 года, средняя цена на биржах составляла 38,93 долларов за токен, а капитализация была равна 4,545 миллиардам долларов.